# ليبريتو

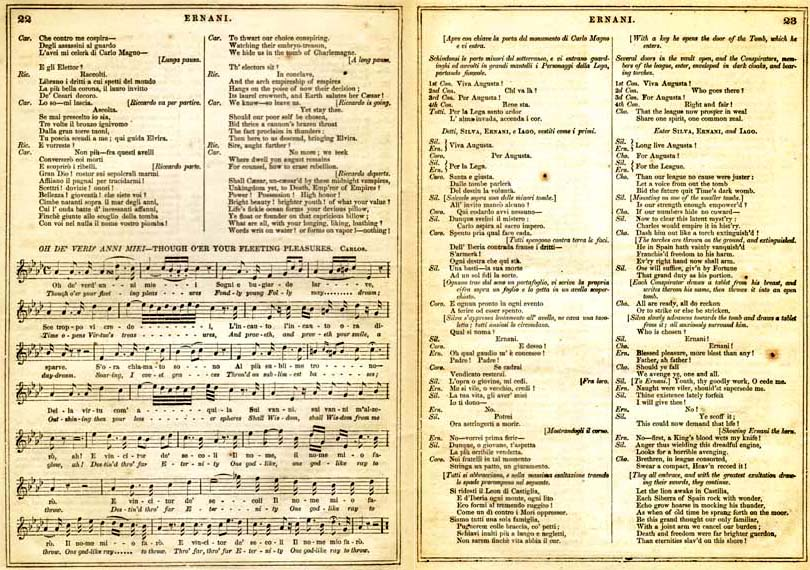

الليبريتو (بالإيطالية: Libretto، وهي تصغير لكلمة «ليبرو» Libro، وتعني «كتاب») هو النص الذي يُكتب للاستخدام في عمل موسيقي كالأوبرا والأوبريت والماسك والأوراتوريو والكنتاتا والمسرحية الموسيقية.

## من مشاهير كُتاب الليبريتو
- بيير أوجستن كارون دي بومارشيه
- جان كوكتو
- غيوم أبولينير
- كوليت
- لودوفيك هاليفي
- هنري ميلهاك